# Eduardo Calvo Muñoz
Eduardo Calvo Muñoz (Madrid, 26 de març de 1918 - Madrid, 13 d'agost de 1992) va ser un actor espanyol. A mitjan 80 s'havia convertit en un veterà rostre habitual en TV, en el qual a vegades se li acreditava com a Yayo Calvo.

## Biografia
Eduardo i el seu germà gran Rafael Luis Calvo eren fills del famós actor cinematogràfic Rafael Calvo, i en la dècada dels 40 van decidir seguir els seus passos fent petits papers al cinema i doblegant pel·lícules estrangeres. Rafael Luis es va establir a Barcelona i Eduardo es va quedar a Madrid, debutant uns anys després que el seu germà major en alguns films interpretats pel seu pare. A diferència del seu germà, Eduardo va compaginar la seva labor davant i darrere de les cambres fins al final de la seva carrera, a la qual va aportar una característica veu rugosa i una presència veterana. Es va convertir en doblador habitual de secundaris cinematogràfics com John Carradine o Walter Brennan i també es va doblegar a si mateix en coproduccions internacionals. Al cinema va treballar a les ordres de directors com Carlos Saura, Jaime de Armiñán, Juan Antonio Bardem, Luis Berlanga, Pilar Miró, Pedro Almodóvar, Jesús Franco o Francisco Rodríguez. Va actuar en la sèrie de TVE El pícaro donant vida al personatge de Monipodio. El 1983 va doblar a Alfred Hitchcock en la sèrie de televisió Alfred Hitchcock presenta.

## Filmografia (parcial)
- 1972: El Zorro justiciero de Rafael Romero Marchent
- 1973: La chica del Molino Rojo d'Eugenio Martín Márquez
- 1973 : El asesino está entre los trece
- 1974: Una libélula para cada muerto de León Klimovsky
- 1975: ¡Jo, papá! de Jaime de Armiñán
- 1977: El anacoreta
- 1988: Baton Rouge de Rafael Moleón

## Premis
- Premis del Sindicat Nacional de l'Espectacle de 1973: Millor actor secundari.[2]